# خانجمال زمانی
خانجمال زمانی، روستایی از توابع بخش مرکزی شهرستان سنقر در استان کرمانشاه ایران است۰

## جمعیت
این روستا در دهستان باوله قرار دارد و براساس سرشماری مرکز آمار ایران در سال ۱۳۸۵، جمعیت آن ۳۱۷ نفر (۶۶خانوار) بوده‌است.درسال۱۴۰۱ جمعیت این روستا۲۰۰نفر بوده است.